# 祁山 (政治人物)
祁山（1920年10月—2022年11月7日），曾用名杨成明，男，云南通海人，中华人民共和国政治人物，曾任云南省人民政府副省长，云南省人大常委会副主任，第五、七届全国人大代表。